# Nicola Bartolini
Nicola Bartolini (né le 7 février 1996 à Cagliari) est un gymnaste italien.

## Carrière sportive
Nicola Bartolini est originaire de Quartu Sant'Elena, une ville de Sardaigne proche de Cagliari. Il rejoint par la suite le club de Salerne.
Une blessure à l'épaule nécessitant une intervention chirurgicale l'a empêché de participer aux Jeux olympiques de 2016 de Rio de Janeiro. Une blessure l'a empêché également de concourir aux Championnats d'Italie 2018.
Aux championnats d'Europe de Szczecin en 2019, il atteint deux finales en spécialité par agrès en terminant sixième au saut de cheval et huitième au sol.
Il est médaillé de bronze au sol aux championnats d'Europe de gymnastique artistique 2021 puis médaillé d'or au sol aux championnats du monde de gymnastique artistique 2021, une première sur cet agrès dans l'histoire de la gymnastique italienne.
Il est médaillé d'or au sol et médaillé d'argent du saut de cheval et du concours par équipes aux Jeux méditerranéens de 2022 à Oran.
Il est médaillé d'argent par équipes aux Championnats d'Europe de gymnastique artistique masculine 2022 à Munich.
Aux Championnats d'Europe de gymnastique artistique 2025 à Leipzig, il est médaillé de bronze par équipes.